# 孫景昌
孫景昌（？—？），號羲侣，山东青州府益都县人。

## 生平
景昌幼从父训，崇祯六年（1633年）癸酉科山东乡试举人，崇祯十三年（1640年）与從侄孙廷铨同登庚辰科進士，吏部观政，历任明直隶清苑县知县、清江西南昌县知县，敕授文林郎。

## 家族
父孙霁，字显东，号曙阳，读书废寝忘食，少时从学于当地名儒李惟青，在当地颇有文名。孙霁与乡人赵秉忠相善，赵是万历二十六年状元，孙霁一生却以坐馆授徒为生计，后以“明经”授湘潭县丞，与弟孙震（1577-1642），字鸣东，号晟阳，皆为世之名儒，时有“颜山双凤”之誉。著有《南岳集》。